# Anno tropico

Schema dell'anno tropico, che illustra il lieve cambio di direzione dell'asse terrestre dopo un giro attorno al Sole

Schema dell'anno sidereo

L'anno tropico (dal greco tropos, rotazione) o anno solare è il tempo impiegato dal Sole per tornare nella stessa posizione vista dalla Terra, corrispondente al ciclo delle stagioni. A causa del moto precessionale della Terra tale posizione viene raggiunta circa venti minuti prima che la Terra compia una rivoluzione completa attorno al Sole. In gergo tecnico è la durata necessaria perché la longitudine solare media cresca di 360°.

## Il calcolo
L'anno tropico può essere calcolato anche come la durata intercorrente tra due equinozi primaverili consecutivi dell'emisfero boreale. Occorre tenere presente però che tale durata è leggermente diversa da quella fra due solstizi d'inverno boreale consecutivi, oppure da quella tra due solstizi d'estate o tra due equinozi d'autunno. La durata dell'anno tropico infatti è diversa a seconda del giorno dell'anno che si utilizza come riferimento a causa della velocità non uniforme con cui la Terra percorre la propria orbita.
Per questi motivi è stato definito un anno tropico medio, pari a 365,2422 giorni (365 giorni, 5 ore, 48 minuti e 46 secondi). Per dare l'ordine di grandezza delle variazioni, l'anno tropico misurato a partire dal punto vernale è lungo 365,2424 giorni SI (circa 17 secondi in più); quest'ultima valutazione è spesso usata per la redazione dei calendari solari e in particolare del calendario gregoriano, quello oggi in uso, che ha una durata di 365,2425 giorni SI. Tuttavia, l'anno tropico è per definizione quello medio, definito sopra.
Alla data 1º gennaio 2000 ore 12:00 (TT), l'anno tropico medio era pari a 365,242189670 giorni SI. Cambi nella velocità della precessione, nell'orbita della Terra e nella sua rotazione, portano a una variazione della lunghezza dell'anno tropico; tale variazione è di circa 5 ms/anno. Più precisamente, l'anticipo viene espresso da una polinomiale, il cui termine lineare è dato da:
Δt = −6,162×10−8× y
dove y sono gli anni giuliani a partire dal 2000.
Anche se tale termine può sembrare piccolo, diventa determinante nella misura di eventi come vengono osservati dalla Terra (p.es. nel caso di un'eclissi).

## Approfondimenti
Come accennato, la lunghezza effettiva dell'anno tropico dipende dal punto di riferimento scelto. A causa della precessione tale punto si muove incontro al Sole determinando la maggior brevità dell'anno tropico rispetto a quello siderale. Mentre, però, la velocità di precessione degli equinozi è praticamente costante, e quindi il punto di riferimento si sposta sempre della stessa frazione dell'orbita, la velocità apparente con cui il Sole percorre l'orbita è variabile ed è variabile il tempo risparmiato evitando di percorrere la frazione di orbita siderale mancante.

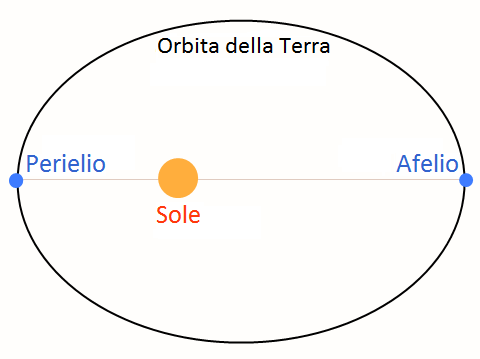
Perielio e afelio attraversati dall'orbita della Terra

Quando la Terra è vicina al perielio si muove più velocemente della media, quindi il tempo impiegato per coprire una certa distanza angolare è minore, perciò l'anno tropico misurato su questo punto sarà più lungo della media in quanto il tempo risparmiato sarà in proporzione minore. Viceversa, se si considera un punto vicino all'afelio, la Terra (e quindi il Sole, visto dalla Terra) si muove più lentamente, quindi siccome il tempo impiegato per coprire quella stessa distanza è maggiore, l'anno tropico per questo punto è più breve. Per i punti di equinozio l'anno tropico è più vicino al valore medio indicato prima. Poiché la linea degli equinozi compie un giro completo rispetto al perielio in circa 26 000 anni, la durata dell'anno tropico rispetto a un punto dell'eclittica oscilla con tale periodo attorno al valore medio.
Le seguenti formule riportano la durata dell'anno tropico per i punti principali dell'eclittica (il risultato è in giorni; mentre y è il numero di anni a partire dal 2000):
| Tequinozio primavera | 365,24237404 + 1,0338×10−7× y |
| Tsolstizio estate    | 365,241620603 + 6,50×10−9× y  |
| Tequinozio autunno   | 365,24201767 − 2,315×10−7× y  |
| Tsolstizio d'inverno | 365,24274049 − 1,2446×10−7× y |

## Effetti sul calendario
Il punto di riferimento per alcuni calendari è stata spesso la data della Pasqua, normalmente identificata come la prima domenica dopo la prima luna piena dopo l'equinozio di primavera, previsto per il 21 marzo. Era quindi obiettivo di ogni proposta di calendario il mantenere la data dell'equinozio il più vicino possibile al 21 marzo. Per questo motivo, l'anno del calendario doveva essere sincronizzato con l'anno tropico, misurato come l'intervallo tra due equinozi di primavera. Da circa il 1000 a.C., l'anno tropico (in giorni SI) è, come si è visto, diventato più corto dell'intervallo tra gli equinozi (misurato in giorni normali).
La lunghezza dell'anno del nostro Calendario Gregoriano è in media 365 + 97/400 = 365,2425 giorni. Sebbene sia vicino a quanto richiesto, è leggermente più lungo. In più, i calcoli mostrano che la distanza tra due equinozi è rimasta tra 365,2423 e 365,2424 giorni di calendario per gli ultimi 4 millenni e tale resterà per alcuni altri millenni. Questo è dovuto alla fortuita cancellazione reciproca di molti effetti agenti sulla misura dell'anno tropico.

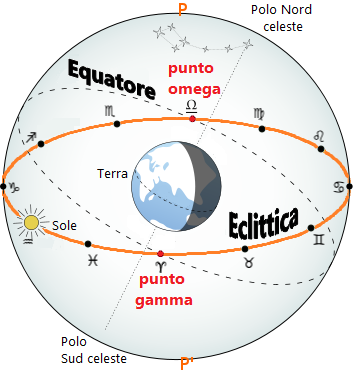
L'eclittica secondo una prospettiva geocentrica: il primo dei dodici segni zodiacali tracciati su di essa è considerato il punto (gamma) di intersezione con l'equatore celeste.

## Astrologia tropica
L'astrologia occidentale, sin dai tempi di Ipparco e Tolomeo, si basa sull'anno tropico anziché su quello siderale, perché assume come suoi riferimenti principali il Sole ed i pianeti del sistema solare, piuttosto che le remote costellazioni dell'astronomia, le quali consistono soltanto in raggruppamenti arbitrari di stelle, accomunati da una visuale illusoria. I segni zodiacali non coincidono pertanto con le suddette costellazioni, da cui per tradizione ricevono soltanto il nome, ma rappresentano dodici settori simbolici del cielo stellato di uguale ampiezza (30°) nei quali è suddivisa l'eclittica, il primo dei quali inizia nel punto in cui si trova il Sole all'equinozio di primavera.